# ジュリアン・ルパルー
ジュリアン・ルパルー（Julian Leparoux、1983年7月15日 - ）は、北アメリカを拠点とする騎手である。出生地はフランス。父のロベール・ルパルーは元騎手で現調教助手。

## 来歴
18歳頃からシャンティー調教場で厩舎スタッフとして働き始める。2003年、1月に渡米し、カリフォルニア州のパトリック・ビアンコーヌ厩舎所属の調教助手となる。
2005年、夏に騎手デビューする。2006年、冬から春にかけてのターフウェイパーク競馬場での開催中に、歴代最多勝となる167勝をマークする。春のキーンランド競馬場での開催では、見習い騎手として初めてとなるリーディングを獲得した。8月にはビヴァリーD.ステークスをゴレラに騎乗して制し、G1初勝利を挙げる。さらに夏のサラトガ競馬場の開催では、歴代見習い騎手最多勝利数を更新した。最終的には403勝を挙げて同年の北米年間最多勝騎手となり、エクリプス賞（最優秀見習騎手）を受賞した。2007年に初来日し、第21回ワールドスーパージョッキーズシリーズに出場したが、14位に終わった。2009年には欧州出身騎手として初めてエクリプス賞（最優秀騎手）を受賞している。
2019年のケンタッキーダービー、ベルモントステークスでは、日本から参戦したマスターフェンサーに騎乗した。

## 主な騎乗馬
- ゴレラ / Gorella（2006年ビヴァリーD.ステークス）
- アインシュタイン / Einstein（2009年サンタアニタハンデキャップ、ウッドフォードリザーブ・ターフクラシック）
- シャムディナン / Shamdinan（2007年セクレタリアトステークス）
- フォーエバートゥギャザー / Forever Together（2008年＆2009年ダイアナハンデキャップ、2008年ファーストレディステークス、ブリーダーズカップ・フィリー&メアターフ）
- ナウナウナウ / Nownownow（2007年ブリーダーズカップ・ジュヴェナイルターフ）
- ピュアクラン / Pure Clan（2008年アメリカンオークスステークス、2009年フラワーボウルインビテーショナルステークス）
- インフォームドディシジョン / Informed Decision（2009年ヒューマナディスタフハンデキャップ、ブリーダーズカップ・フィリー&メアスプリント）
- ファーゼストランド / Furthest Land（2009年ブリーダーズカップ・ダートマイル）
- シービーワイルド / She Be Wild（2009年ブリーダーズカップ・ジュヴェナイルフィリーズ）

## 年度別成績表
- 北アメリカ

| 年     | 騎乗数 | 勝利  | 勝利 | 勝率 | 獲得賞金   | 獲得賞金 |
| 年     | 騎乗数 | 勝数  | 順位 | 勝率 | 金額       | 順位     |
| ------ | ------ | ----- | ---- | ---- | ---------- | -------- |
| 2006年 | 1740   | 403勝 | 1位  | .231 | 1249万1316 | 8位      |
| 通算   | ?      | ?勝   | -    | ---  | -          | -        |

※金額の単位はドル。